# Kazimierz Badeni

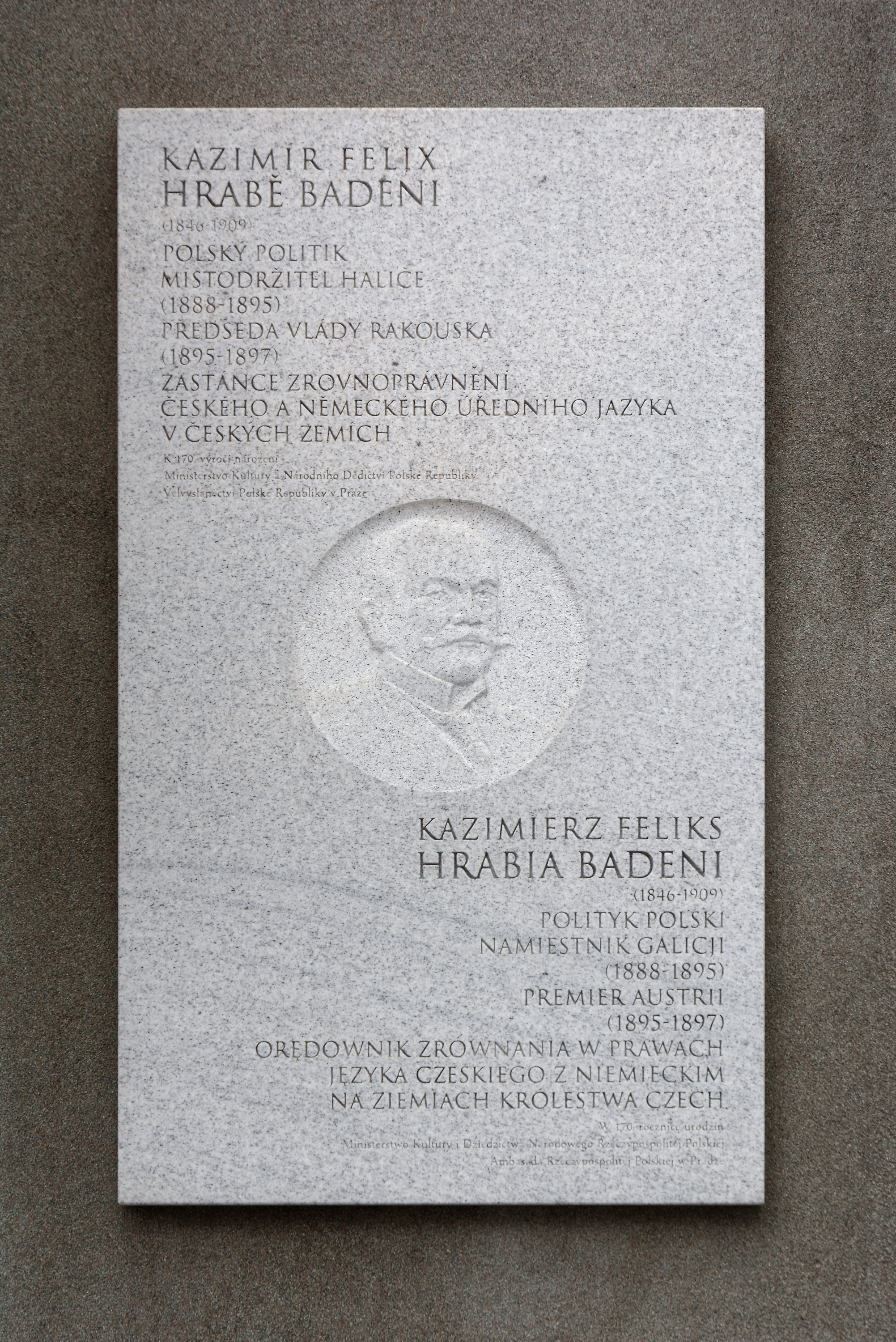
Tablica upamiętniająca Kazimierza Badenigo na ulicy Badeni w Pradze

Kazimierz Feliks Badeni (ur. 14 października 1846 w Surochowie, zm. 9 lipca 1909 w Krasnem) – polski hrabia, polityk, prawnik i premier austriackiego rządu.

## Życiorys
Pochodził z rodziny Badenich pieczętującej się herbem Bończa pochodzenia wołoskiego, która została nobilitowana w końcówce XVII wieku i obdarzona w Austrii tytułem hrabiowskim w osobie jego dziada Kazimierza Stanisława 8 listopada 1845. Ukończył studia uzyskując tytuły doktora praw i filozofii.
Był politykiem konserwatywnym. Karierę polityczną rozpoczął jako starosta w Żółkwi, następnie w Rzeszowie i Krakowie. Był posłem na Sejm Krajowy Galicji kadencji V, VI, VII, VIII i IX. W latach 1888–1895 był namiestnikiem Galicji.
Zdaniem wielu polskich badaczy starał się złagodzić konflikt polsko-ukraiński, dlatego zawarł porozumienie z częścią przedstawicieli ruchu ukraińskiego, m.in. z Ołeksandrem Barwinskim («nowa era»). Z kolei w ocenie przedstawiciela ruchu ukraińskiego, Ewhena Ołesnyckiego, za rządów Kazimierza Badeniego miały miejsce nadużycia podczas wyborów posłów do Sejmu Krajowego Galicji w 1895 r. i Rady Państwa w Wiedniu w 1897 r.. Ostro zwalczał rodzący się ruch socjalistyczny i ludowy (chrześcijańsko-społeczny ks. Stojałowskiego). Równolegle z urzędem Namiestnika pełnił stanowisko prezydenta c. k. krajowej dyrekcji skarbu i c. k. galicyjskiej dyrekcji dóbr państwowych. Jego zastępcą był Jan Lidl. W 1894 jako namiestnik brał aktywny udział w urządzaniu wielkiej wystawy krajowej we Lwowie. Rozwijał szkolnictwo.
W latach 1895–1897 był premierem Austrii. W przemówieniu powitalnym cesarz wyraził nadzieję, że z jego rządem chciałby współpracować do śmierci. Jego rząd upadł pod wpływem oporu Niemców i socjalistów, po tym jak wprowadził w Czechach równouprawnienie języków czeskiego i niemieckiego. Cesarz udzielił mu dymisji (28 listopada 1897) po zamieszkach ludności robotniczej Wiednia wywołanych usunięciem przy pomocy sił policyjnych niemieckich posłów opozycji (zgodnie z obowiązującym: „lex Falkenhayn”). Zamieszki te zorganizowane były przez nacjonalistów niemieckich pod przywództwem Georga Schönerera, którzy otwarcie zmierzali do połączenia Austro-Węgier z Cesarstwem Niemieckim.
Słynął ze zwięzłości wypowiedzi, co wpływowa wiedeńska gazeta Neue Freie Presse uznała za dobrą stronę jego słabej znajomości języka niemieckiego.
Był żonaty z Marią Marianną Apolonią Skrzyńską herbu Zaremba (1850–1937). Ich dziećmi byli Ludwik (1873–1916) oraz Maria (1874–1950), żona Adama Krasińskiego IV ordynata na Opinogórze od 1897, a po jego śmierci od 1912 hr. Zygmunta Zamoyskiego (1875–1931).
Kazimierz Badeni zmarł w pociągu, wracając z kuracji w Karlowych Warach, gdzie leczył się na cukrzycę. Po południu 9 lipca 1909 znaleziono go nieżyjącego w pociągu pośpiesznym na stacji Krasne, blisko rodzinnego majątku w Busku.

## Odznaczenia i wyróżnienia
- Krzyż Wielki Orderu Leopolda (Austria, 1891)[3][2]
- Komandor z Gwiazdą Orderu Franciszka Józefa (Austria, 1886)[3][2]
- Order Korony Żelaznej III klasy (Austria, 1882)[3][2]
- Krzyż Wielki Orderu św. Grzegorza Wielkiego (St. Apostolska, 1893)[3][2]
- Krzyż Wielki Orderu Orła Czerwonego I kl. (Prusy, 1896)[2]
- Wielka Wstęga Orderu Orła Białego (Rosja, 1896)[2]
- Krzyż Wielki Orderu Orła Białego (Serbia, 1896)[2]
- Wielka Wstęga Orderu św. Aleksandra (Bułgaria, 1897)[2]
- Wielka Wstęga Orderu Słonia Białego (Syjam, 1897)[2]
- Krzyż Wielki Orderu Gwiazdy (Rumunia, 1897)[2]
- c. i k. rzeczywisty tajny radca od 1888[3][2]
- c. i k. szambelan (podkomorzy) od 1878[3][2][7]
- honorowy obywatel miast Żółkwi[3], Brodów[3], Gródka[3], Drohobycza[3], Jasła[3], Starego Sącza[3], Tarnowa[3], Nowego Sącza[3], Krosna[3], Trembowli[3], Rohatyna[3], Stryja[3], Dobromila[3], Sokala[3], Wadowic[3] (wszystkie tytuły nadane przed 1895)[3], Krakowa[3] (17 grudnia 1894), Jarosławia[3] (1894), Lwowa (3 października 1895)[8][9], Przemyśla, Rzeszowa, Sanoka (1894)[10][11], Leżajska (1897)[12], Łańcuta (1897)[13], Ropczyc (1897)[14].